# C.T.L.BANK
C.T.L.BANK（シーティーエルバンク）は、大阪府岸和田市に所在する歴史的建築物。設計は渡辺節設計事務所。旧和泉銀行本店として登録有形文化財に登録されている。

## 概要
1933年（昭和8年）築。当初は寺田財閥が運営した和泉銀行本店として建設されたが、阪南銀行（住友銀行に吸収される）、大阪銀行、住友銀行を経て、岸和田信用金庫から合併を繰り返し、泉州信用金庫、南大阪信用金庫、大阪信用金庫と常に銀行として役割を果たしてきた。2006年（平成18年）3月2日、国の登録有形文化財となり、現在は3つの地元企業が使用している。紀州街道に北面して建ち、当地のシンボル的存在である。

## 建築
鉄筋コンクリート造２階建。建築面積328平方メートル。当時の銀行の歴史意匠が尊重され、改修が行われた。外壁はタイル張、隅部を石積風の造りで、腰とコーニスにはテラコッタが張られている。正面のエントランスにはスクラッチタイルを使った半円アーチ型窓が設けられ、その上にフクロウのようなメダリオンを飾る。

## 交通アクセス
- 南海本線岸和田駅より徒歩13分